# Margaret Hamilton (om de știință)
Margaret Heafield Hamilton (nascută Heafield; n. 17 august 1936, Paoli⁠(d), Indiana, SUA este o informaticiană, ingineră de sistem și afaceristă americană. Ea a fost director al Diviziei Inginerie Software al MIT Instrumentation Laboratory, care a dezvoltat software-ul de zbor la bord pentru programul spațial Apollo. În 1986, ea a devenit fondatorul si CEO al Hamilton Technologies, Inc., în Cambridge, Massachusetts. Compania a fost dezvoltată în jurul Universal Systems Language bazat pe paradigma ei de dezvoltare înainte de fapt (Development Before the Fact) pentru sisteme și proiectare de software.
Hamilton a publicat peste 130 de documente, proceduri și rapoarte cu privire la cele 60 de proiecte și șase programe majore în care ea a fost implicată.
La 22 noiembrie 2016, ea a fost decorată cu Medalia Prezidențială a Libertății de către președintele Statelor Unite, Barack Obama, pentru activitatea sa de lider în dezvoltarea de software de zbor la bord pentru misiunile Apollo ale NASA.

## Legături externe
- MIT News